# فاناك (مركزي)
فاناك (بالفارسية: روستای ونک) هي منطقة سكنية تقع في إيران في Khenejin Rural District. يقدر عدد سكانها بـ 244 نسمة .